# Problema do principal-agente
Em ciência política e em economia, o problema do principal–agente ou dilema da agência, ocorre quando uma pessoa ou entidade (o "agente") está apto a tomar decisões ou a promover iniciativas em nome de, ou com impactos, relativos a outra pessoa ou entidade (o "principal"). Este dilema surge, em determinadas circunstâncias, quando a motivação dos "agentes" vai no sentido de agirem de acordo com os seus interesses próprios, contrários aos dos "principais" que os recrutaram. As dificuldades podem surgir em condições de informação assimétrica e incompleta. Com efeito, um "principal" contrata um "agente" para, presumívelmente, prosseguir os seus interesses mas tal princípio pode comportar um  conflito de interesses e/ou um risco moral.
Vários mecanismos podem ser utilizados para tentar alinhar os interesses do "agente" com os do "principal", tais como pagamentos por peça, comissões, participação nos lucros, medição de desempenho (incluindo demonstrações financeiras), estabelecer uma ligação do agente ou o receio de demissão.
O problema do principal–agente é encontrado na maioria das relações empregador/empregado, por exemplo, quando acionistas contratam executivos de topo, de corporações. A ciência política observou os problemas inerentes a delegação de autoridade legislativa para agências burocráticas.
Noutro exemplo, a aplicação da legislação (tais como leis e directivas executivas) está aberta a interpretação burocrática, que cria oportunidades e incentivos para o burocrata, como "agente", se desviar das intenções ou preferências dos legisladores. Variações na intensidade do controlo legislativo, também servem para aumentar os problemas "principal–agente", na implementação de preferências legislativas.

Basic idea of Agency Theory (P: Principal, A: Agent)